# The Pagan Prosperity
The Pagan Prosperity (v překladu Pohanská prosperita) je druhé studiové album norské black metalové skupiny Old Man's Child z roku 1997. Bylo nahráno v červnu 1997 ve studiu Studiomega.

## Seznam skladeb
1. "The Millennium King" – 5:28
2. "Behind the Mask" – 3:58
3. "Soul Possessed" – 4:04
4. "My Demonic Figures" – 3:59
5. "Doommaker" – 3:39
6. "My Kingdom Will Come" – 4:35
7. "Return of the Night Creatures" – 5:36
8. "What Malice Embrace" – 5:13

## Sestava
- Galder – vokály, kytary, klávesy
- Jardar – kytara
- Frode "Gonde" Forsmo – baskytara
- Tony Kirkemo – bicí
- J. Lohngrin Cremonese - hostující vokály